# 頭曼単于
頭曼 単于（とうまん ぜんう、拼音：Tóumàn Chányú　? - 紀元前209年）は、中国秦代の匈奴の単于。史書に初めて名前が出た単于。冒頓単于の父。
名前は「万人長」を意味し、テュルクの言語、モンゴルの言語のトゥメン（tümen）という単語に相当する。頭曼は攣鞮氏という氏族の出身であるが、攣鞮氏は匈奴を構成する種族の一つである屠各種の中で最上位に位置する氏族であり、頭曼以降の単于の多くは攣鞮氏から現れた。

## 生涯
頭曼の時代の匈奴は東方の東胡、西方の月氏が強力であり、東胡と北方の丁零に圧迫された匈奴はバイカル湖以南から陰山北麓に移動した。頭曼はしばしばオルドス高原に侵入し、この地の林胡、楼煩を攻撃していたと思われる。紀元前215年に秦の始皇帝の命令を受けた将軍蒙恬は30万の兵卒を率いて北征を実施し、蒙恬に敗れた頭曼は北方に移動した。
頭曼は冒頓という名前の子を太子に立てていたが、のちに頭曼の寵愛する閼氏（単于の妃）が男子を生んだため、頭曼は冒頓を廃してその子を太子に立てたいと考え、冒頓を月氏へ人質として送った。頭曼は月氏の手によって人質となった冒頓を殺めさせようと策し、月氏を攻撃した。しかし、冒頓は月氏の善馬を盗んで逃げ帰り、敵の善馬を奪った冒頓の勇気は匈奴中で称えられ、頭曼は彼を後継者である左賢王の地位に就かせた。
冒頓はその一万の騎兵からさらに自分の命令に忠実な者だけを選出し、頭曼と狩猟に出かけた際、冒頓の指示で一斉に頭曼を射殺させた。これにより冒頓が単于となり、近隣諸国を併合し、匈奴の大帝国を築くこととなる。